# Bande noire (Révolution)
Pour les articles homonymes, voir Bande noire.
 (juillet 2013).
La Bande noire est une association de spéculateurs qui, sous la Révolution française, à partir de la mise sous séquestre des biens du clergé (décrets des 13 mai et 16 juillet 1790) et des émigrés (décrets du 2 septembre 1792 et 3 juin 1793), et leur vente, s'entendent pour acheter à faible prix les châteaux, abbayes, monuments d'art les plus précieux, dans le but de les occuper, de les revendre avec profit (parcellisation des anciens domaines) ou de les démolir et d'en vendre les matériaux.

## Étymologie
L'expression semble avoir été employée avant même la Révolution française pour désigner une forme de violence paysanne, plus destructrice que meurtrière, que l'on ne croit pas, à tort ou à raison, spontanée.
Le premier texte explicite est un pamphlet de l'époque de l'Empire, qui parle de brigandages dus à des paysans, en particulier des dégâts forestiers, dirigés selon l'auteur par un certain Martin Beaudoin, des Andelys, décrit comme un « millionnaire ».
Quelques années plus tard, le terme se spécialise pour stigmatiser des opérations financières portant sur le rachat à bas prix de biens nationaux démolis à fin de récupération de matériaux. L'expression devient d'usage courant à partir de la Restauration, dans un contexte idéologique hostile à la Révolution.

## Mécanismes spéculatifs

### Opportunités financières offertes par les ventes de biens nationaux, dits "biens ennemis"
Pour des raisons essentiellement politiques, la Révolution prononce la saisie des biens dépendant de corps sociaux qui lui sont, a priori, au moins étrangers, sinon hostiles, afin de les affaiblir, économiquement et socialement.
Sur le plan financier, la masse des biens confisqués présente l'intérêt de servir de garantie hypothécaire ou de gage à la monnaie fiduciaire que représentent les assignats.
Ce qui relève, au départ fin 1789, d'une volonté de l'assemblée constituante, va être en pratique exploité financièrement par certains proches du pouvoir révolutionnaire, en profitant de l'instabilité politique et de l'insécurité ambiante.
Les ventes sont ordonnées et réglées par une série de décrets donnant des facilités de paiement aux acquéreurs, qui peuvent échelonner leurs remboursements sur plusieurs années.
Les villes envoient à la Constituante des adresses contenant les offres pour les biens nationaux qu'elles désirent acquérir. Les particuliers sont eux aussi tentés par l'acquisition de biens immobiliers.
Lorsqu'on examine les dossiers, on réalise rapidement que les plus grosses affaires se sont faites au bénéfice de personnalités appartenant au pouvoir politique ou protégées par lui, c'est-à-dire aux nouvelles élites.
Parfois, il s'agit de notaires et de marchands, achetant des biens et les revendant immédiatement à des paysans.
Tous les biens, dont la valeur cumulée dépasse six milliards, sont vendus en l'an III, mais à perte et dans des proportions considérables.
Pour certains, ces opérations réalisées sur les biens nationaux sont extrêmement lucratives et expliquent, encore aujourd'hui, l'origine de certaines grandes fortunes françaises[réf. nécessaire].

### Objectifs de la Bande noire
L'idée est d'acheter des biens nationaux à bon compte.
À condition d'être initié aux rouages de la spéculation et de bénéficier de fortes protections politiques entre 1791 et 1795, il est possible, à partir d'un investissement minimum, de centupler ou plus sa mise initiale en l'espace de deux ou trois ans.
En principe soumises aux règles de la vente "au plus offrant" en vente publique, avec annonce et affiches, les ventes ont lieu périodiquement dans les grandes villes ou dans les plus petites communes.
Dès 1792, il y a des ententes illicites et certaines enchérisseurs sont des "hommes de paille" ou des prête-noms. De nombreux conventionnels acquièrent ainsi des biens nationaux sous des noms d'emprunt.
Plus grave, de nombreux témoignages font état de manœuvres d'intimidation de certains citoyens sur d'autres, si bien que les mécanismes d'acquisition sont faussés ; la redistribution équitable ou « démocratique » des richesses, par le biais des biens nationaux, est donc un leurre.
Les ventes les plus importantes se font sans publicité, dans la discrétion, sans respect des règles. Les plus gros acquéreurs, qui peuvent étaler leurs remboursements sur plusieurs années, comptent sur la dépréciation rapide de l'assignat républicain.
Le cas du constituant Jean-Pierre de Batz, qui acquiert son domaine de Chadieu en Auvergne, a été étudié, mais il n'en est qu'un exemple parmi des dizaines .
L'exemple le plus fameux est l'achat, en mai 1791, de l'abbaye de Royaumont par le marquis Pierre-Nicolas-Joseph de Bourguet de Travanet, qui transforme les bâtiments conventuels en filature .
On peut également citer Antoine Joseph Santerre, Jean-Nicolas Pache, qui s'offre « à folle enchère » un ensemble abbatial à Thin-le-Moutier le 7 août 1791 pour 75 600 livres , Antoine Merlin de Thionville ou encore le comte de Saint-Simon, qui a le projet sérieux d'acheter la cathédrale Notre-Dame de Paris pour la « débiter » et en vendre les matériaux au détail...
Tous les acquéreurs de biens nationaux et les spéculateurs ont en commun la volonté d'empêcher un retour à la situation d'avant 1789 et de devoir restituer les biens qu'ils ont acquis depuis 1791.
Les activités de la Bande Noire se sont poursuivies jusqu'en 1825 et même au-delà . Honoré de Balzac y fait référence dans plusieurs de ses romans . « La Bande noire » est le titre d’un poème de Victor Hugo figurant dans le recueil intitulé « Odes et Ballades ».

### Émissions de faux assignats
Pour accélérer la baisse du cours des assignats par rapport à leur valeur faciale et par conséquent accélérer le remboursement des acquisitions, les acquéreurs, notamment les membres de la Bande Noire, qui spéculent ouvertement à la revente, favorisent l'émission et la distribution des faux assignats à grande échelle .
Une fabrique très importante est ainsi créée rue de la Source à Suresnes, près de Paris. Une brasserie sert de couverture à ces opérations. Une fois imprimés, ces assignats sont écoulés et « blanchis » dans les plus grandes maisons de jeu du Palais-Royal qui brassent des sommes astronomiques, l'équivalent de plusieurs casinos.
La fabrique de Suresnes était protégée par Stanislas-Marie Maillard, salarié par le banquier Jean-Frédéric Perregaux  et entra en fonction plusieurs mois avant le 10 août.
Dénoncés par les Girondins, notamment Étienne Clavière, qui était ministre girondin des Contributions publiques, les faux monnayeurs de Suresnes sont arrêtés le 13 août 1792. On en incarcère quelques-uns, parmi lesquels le comte de Preissac, le comte de Kératry, Étienne de Mallet, Jean-Suzanne de Sentuary, Hilarion de Louesnich, tous habitués des maisons de jeu du Palais-Royal et entretenant les meilleures relations avec les Exagérés de la Commune de Paris.
Stanislas-Marie Maillard se charge de leur arrestation, mais il favorise leur fuite des prisons de Paris avant les massacres de Septembre. Ils ont été rassemblés à la prison du Châtelet qui est l'une des dernières à être visitées par les tueurs.
La fabrique de faux assignats de Suresnes reprend en octobre sous la direction de MM. Egrée, Villardy, Caradec de Kerloury, etc. Dossonville, qui ont été chargés de la recherche des faux assignats par Clavière - imprudent dans le choix de cet agent secrètement proche des exagérés de la commune qui l'ont absous au lendemain du 10 août -, s'acharne sur les petites fabrications artisanales (Champigny, etc.).
En revanche, il protège longtemps les « brasseurs de Suresnes » qu'il n'hésite pourtant pas à sacrifier en l'an II, en commandant, contre eux, un rapport à l'indicateur de police Louis-Guillaume Armand. Ce rapport est un de ceux qu'utilise abondamment Élie Lacoste pour le procès dit des chemises rouges.
Plusieurs faux monnayeurs sont ainsi traduits au tribunal révolutionnaire le 17 juin 1794 et on leur adjoint sur la charrette des cinquante-quatre, également revêtus de chemises rouges, des faux monnayeurs qui sont passés devant un tribunal criminel ordinaire.
Au Palais-Royal, les membres de la Bande Noire et leurs amis distribuent la fausse monnaie, jusques et y compris dans les salons de jeu prestigieux de Mme de Sainte-Amaranthe. La méthode est bien rodée et beaucoup de citoyens, entrés avec de la bonne monnaie, après avoir joué au « Creps », au « Biribi » ou « à la Bouillotte », ressortent, dans le meilleur des cas, avec de la fausse.
La baisse de la valeur des assignats s'accentue de façon spectaculaire et c'est ainsi qu'un versement effectué en 1793, pour le remboursement à échéances d'un bien acquis en 1791, ne correspond pratiquement plus à rien. Mme de Sainte-Amaranthe, qui suit le mouvement général, acquiert - alors qu'elle est sans un sou en 1789 - des immeubles rue d'Hauteville, notamment un grand hôtel particulier, qu'elle fait restaurer en 1793, et le domaine de Sucy-en-Brie, comprenant château et terres.
Mais son cas n'est rien du tout par rapport à Fouché, à Perrin, à Albitte, à Joseph Le Bon, à André Dumont, à Merlin de Thionville et à tant d'autres représentants en mission ou administrateurs, tous acquéreurs révolutionnaires en assignats de biens dont la valeur réelle dépasse l'imagination.
Ce sont eux qui, révolutionnaires exagérés, se liguent contre Maximilien de Robespierre, qui représente un danger. Le rappel des représentants Jean-Baptiste Carrier, Joseph Le Bon, Joseph Fouché, Jean-Lambert Tallien, etc. par l'Incorruptible au printemps 1793 est combattu par leur allié le plus sûr au Comité de salut public,
Bertrand Barère de Vieuzac, devenu riche propriétaire terrien.

### Les bénéficiaires ou «hommes de proie»
Les acquéreurs de biens nationaux de grande importance ou de grand rapport, c'est-à-dire de vastes domaines abbatiaux, des monuments historiques, châteaux, églises et leurs dépendances, etc. se partagent entre des membres des assemblées parlementaires de la Révolution - on compte beaucoup plus de "Montagnards" que de "Girondins" -, des membres de la Commune de Paris issue du 10 août, comme le septembriseur Didier Jourdeuil, et d'anciens nobles ayant donné des gages à la Révolution (membres de la première assemblée et regardés comme traîtres par les émigrés de Coblence) et peu désireux de voir se rétablir l'ordre ancien.
Ces anciens nobles n'ont pas abandonné leurs convictions aristocratiques et peuvent s'entendre avec ceux des révolutionnaires qui, se prétendant républicains - comme le maire Pache et ses amis de la Commune de Paris, du Comité de Salut Public et du ministère de la Guerre -, ne croient pas à l'avenir de la démocratie et sont d'ailleurs prêts à tout pour installer un pouvoir à leur convenance, pour eux et leurs amis.
Il y a entre eux de nombreuses nuances et des divergences de vue, mais ce qui les rassemble c'est qu'ils croient tous à la libre-entreprise et au maintien des prérogatives d'une élite sur "le peuple".
Les projets d'économie politique à coloration sociale et d'ouvertures politique de la république de l'an II aux puissances neutres, qu'incarnent certains républicains aussi convaincus que Robespierre et Saint-Just, à partir du printemps 1793, doivent donc être combattus et la représentation nationale « culbutée » selon le jargon du temps.
En ce sens, les entreprises des "meneurs" - députés de La Montagne et administrateurs de la Commune -, d'abord contre les Girondins puis les projets d'épuration de la Convention elle-même par la force, s'inscrivent parfaitement dans cette logique. Or, c'est au Palais-Royal, dans la nébuleuse formée par ceux qui appartiennent à la Bande Noire, que se sont formés les projets d'exagération et de surenchère démagogique.
Ces projets sont encouragés à dessein dès le procès de Louis XVI par des représentants des milieux de la haute finance internationale dont la présence, en ces lieux, s'explique bien. Le banquier de cour Jean-Joseph de Laborde et son fils Laborde de Méréville participèrent activement au soutien des maisons de jeux du Palais-Royal. Laborde est actionnaire de plusieurs d'entre elles. Des fonds à destination des « agitateurs » de la Commune sont distribués par l'intermédiaire de certains d'entre eux. Jacob Péreyra qui est l'un des plus impitoyables persécuteurs des Girondins, avec Berthold Proly et les habitués du salon des Arcades, Desfieux, Guzman, Collot d'Herbois, Lazowski ou encore Varlet, distribue des fonds à ses collègues.
Il crée avec Laborde de Méréville et Charles de Sartines, fils de l'ancien ministre de Louis XVI, une société dite des Tabacs de la Havane, plus ou moins fictive, qui sert surtout à des transferts d'argent. Péreyra se charge de salarier ceux que l'on veut entraîner dans la voie de l'exagération, notamment dans les semaines qui précèdent la chute des Girondins. Le fournisseur François Desfieux est, comme le général Santerre, sous contrat avec les administrateurs et actionnaires des plus grosses maisons de jeux qui sont souvent des distributeurs d'argent. Le ci-devant comte de Proly est lui-même en relation ancienne avec tous les financiers et agioteurs, et partie prenante dans les projets d'exagération de la Révolution.
Il connaît de longue date le ci-devant comte de Pestre de Séneffe, Jean-Frédéric Perregaux, François Louis Jean-Joseph de Laborde de Méréville, Walter Boyd et William Ker, Guzman, Julien de Toulouse, Delaunay d'Angers, François Chabot et beaucoup d'autres députés, comme l'ancien avocat Charles-Nicolas Osselin que l'on retrouve sur les bancs du tribunal révolutionnaire pour les moins fortunés, sont également intéressés à ce projet très cohérent. Enfin deux importants ministres, Pache - agent du duc de Castries - à la mairie de Paris puis à la Guerre et Garat à l'Intérieur soutiennent les agitateurs de la « commune rebelle ». Garat, le ministre, est un des hommes de confiance des banquiers Laborde à qui il doit sa carrière. Tout le temps de son ministère, tant que cela lui est possible, il protège les membres de la Commune dite « hébertiste ».

### Les spéculations post-révolutionnaires et le vandalisme
Plusieurs biens sont acquis dans le seul but de les dépecer et d'en vendre les matériaux.
On note, entre autres :
- L'abbaye de Sélincourt (Somme) détruite en totalité
- L'abbaye Saint Pierre de Cluny est en grande partie détruite. Ses pierres sont en grande partie utilisées pour construire les maisons de la ville de Cluny
- L'abbaye de Vaucelles (Nord), détruite en grande partie
- L'abbaye de Saint Wandrille (Seine Maritime), dont l'abbatiale est rasée
- le château des Ormes (en Poitou)[12],
- le château de Chanteloup (à Amboise, en Touraine)[13]
- le château de Leugny
- le château de Jarnac
- le château de Courmenant
- le château de Chaumot
- le château de Richelieu (Indre-et-Loire); le legs Pilté-Grenet (1828), un des "dépeceurs", fait entrer au musée d'Orléans des éléments du décor intérieur du château et de sa chapelle ; on voit également des tableaux et sculptures au Musée des Beaux-Arts de Tours.
- le château de Chantilly (1799)[14]. Seul est démoli le Grand Château.
- le château d'Anet (1793, après le décès du duc de Penthièvre), dont seules l'aile gauche et la chapelle restent en place
- le château de Selles-sur-Cher, est en partie détruit[15]
- le château de Montargis[16]
- le château de Sceaux
- le château de Montceaux
- Le château de La Londe (Seine-Maritime)
- Le château d'Orival (Somme)
- Le château de Poix (Somme)
- Le château de Seignelay (Yonne), propriété de Jean-Baptiste Colbert[17]
- Le château de La Celle-Saint-Cyr (Yonne), dont les pierres serviront à la construction du château de Précy-sur-Vrin (Yonne)
- de nombreuses églises paroissiales, correspondant à des paroisses supprimées dans les grandes villes, notamment à Paris.

Le ci-devant comte de Saint-Simon est d'abord un agioteur et un spéculateur sur les biens nationaux, avant de devenir l'un des penseurs les plus hardis du XIXe siècle
Les activités de la Bande Noire se poursuivent jusqu'au milieu du règne de Louis-Philippe et se terminent à peu près à l'époque où disparaissent les autorisations de donner à jouer[Quoi ?] à Paris.

## Pour approfondir